# Даунсвілл (Луїзіана)
Даунсвілл (англ. Downsville) — селище (англ. village) в США, в округах Лінкольн і Юніон штату Луїзіана. Населення — 120 осіб (2020).

## Географія
Даунсвілл розташований за координатами 32°37′35″ пн. ш. 92°24′47″ зх. д. / 32.62639° пн. ш. 92.41306° зх. д. (32.626437, -92.412920).  За даними Бюро перепису населення США в 2010 році селище мало площу 1,93 км², уся площа — суходіл.

## Демографія
Згідно з переписом 2010 року, у селищі мешкала 141 особа в 52 домогосподарствах у складі 39 родин. Густота населення становила 73 особи/км².  Було 58 помешкань (30/км²).
Расовий склад населення:
| - 92,2 % — білих - 2,1 % — чорних або афроамериканців - 5,7 % — осіб інших рас |

До двох чи більше рас належало 0,0 %. Частка іспаномовних становила 8,5 % від усіх жителів.
За віковим діапазоном населення розподілялося таким чином: 26,2 % — особи молодші 18 років, 61,7 % — особи у віці 18—64 років, 12,1 % — особи у віці 65 років та старші. Медіана віку мешканця становила 28,4 року. На 100 осіб жіночої статі у селищі припадало 110,4 чоловіків;  на 100 жінок у віці від 18 років та старших — 92,6 чоловіків також старших 18 років.
Середній дохід на одне домашнє господарство  становив 79 488 доларів США (медіана — 65 000), а середній дохід на одну сім'ю — 99 429 доларів (медіана — 72 917). За межею бідності перебувало 6,9 % осіб, у тому числі 0,0 % дітей у віці до 18 років та 28,6 % осіб у віці 65 років та старших.
Цивільне працевлаштоване населення становило 74 особи. Основні галузі зайнятості: сільське господарство, лісництво, риболовля — 27,0 %, освіта, охорона здоров'я та соціальна допомога — 17,6 %, роздрібна торгівля — 10,8 %, фінанси, страхування та нерухомість — 8,1 %.